# 山姆·畢京柏
戴维·塞缪尔·“山姆”·畢京柏（英語：David Samuel "Sam" Peckinpah，1925年2月21日—1984年11月28日）是一位美國男導演。擅長拍攝西部片，堪稱是美國20世紀最具爭議性質導演；「血腥」、「瘋子」都是他知名外號，他於1960年代中起開啟了美國電影特有的「暴力血腥」拍攝動作片始祖，發明多項動作片拍攝手法及新理論，對後世美國電影界貢獻厥偉影響深遠，所拍電影普遍賣座票房營收皆佳，頗受觀眾歡迎欣賞。例如：動作片在劇烈格鬥拼戰時以慢動作拍攝（著名英雄式血灑）及底片以黑白處理即是自他創造開始。

## 生平
山姆·畢京柏出生於加州弗雷斯諾，青少年時與哥哥結伴在他們外祖父丹佛·喬治（聯邦眾議員）的大型牧場擔任牛仔工作。
初中時是美式足球校隊，卻因時常惹是生非，高中時父母令畢京柏到軍校求學（San Rafael Military Academy），並在1943年第二次世界大戰任美國海軍陸戰隊士官，派至中國戰場看守日軍俘虜職務；據說此戰爭經驗（美軍與日軍激烈的太平洋戰爭），導致於他日後電影「血腥暴力」靈感。
战后回国在加州弗雷斯諾加州州立大學讀歷史系，在校認識唸戲劇系的第一任妻子影響，因此畢京柏開始學導戲。其後在南加州大学戲劇系修讀研究生課程，最後雖然有機會入博士流程，但拿到碩士學位後離開。

## 作品列表
- 1961年：《鐵漢與寡婦》（The Deadly Companions）
- 1962年：《午后枪声》（Ride the High Country）
- 1965年：《鄧迪少校》（Major Dundee）
- 1969年：《日落黃沙》（The Wild Bunch）
- 1970年：《牛郎血淚美人恩》（The Ballad of Cable Hogue）
- 1971年：《稻草狗》（Straw Dogs）
- 1972年：
  - 《少年邦納》（Junior Bonner）
  - 《亡命大煞星》（The Getaway）
- 1973年：《比利小子》（Pat Garrett and Billy the Kid）
- 1974年：《驚天動地搶人頭》（Bring Me the Head of Alfredo Garcia）
- 1975年：《殺手精英》（The Killer Elite）
- 1977年：《鐵十字勳章》（Cross Of Iron）
- 1978年：《大車隊（英语：Convoy (1978 film)）》（Convoy）
- 1983年：《周末大行動（英语：The Osterman Weekend (film)）》（The Osterman Weekend）